# Łusecznica peloponeska
Łusecznica peloponeska (Algyroides moreoticus) – gatunek gada z rodziny jaszczurek właściwych (Lacertidae).

## Wygląd
Mała jaszczurka o grzbiecie pokrytym dużymi łuskami zakończonymi kilem, stosunkowo duży ogon. Samce ubarwione na grzbiecie w kolorze czerwonawym lub ciemnobrunatnym obwiedziony żółtawymi paskami, boki żółtawozielone, przednie nogi pokryte białymi plamkami. Samice jednolicie brązowe. Brzuch obu płci białawy do bladozielonego.
Długość całkowita do 13,5 cm.

## Występowanie
Grecja – Peloponez i Wyspy Jońskie.

## Środowisko
Suche, pozbawione roślinności skaliste tereny, jak również porośnięte bujną roślinnością tereny nadbrzeżne.